# Medalla Robert Frost

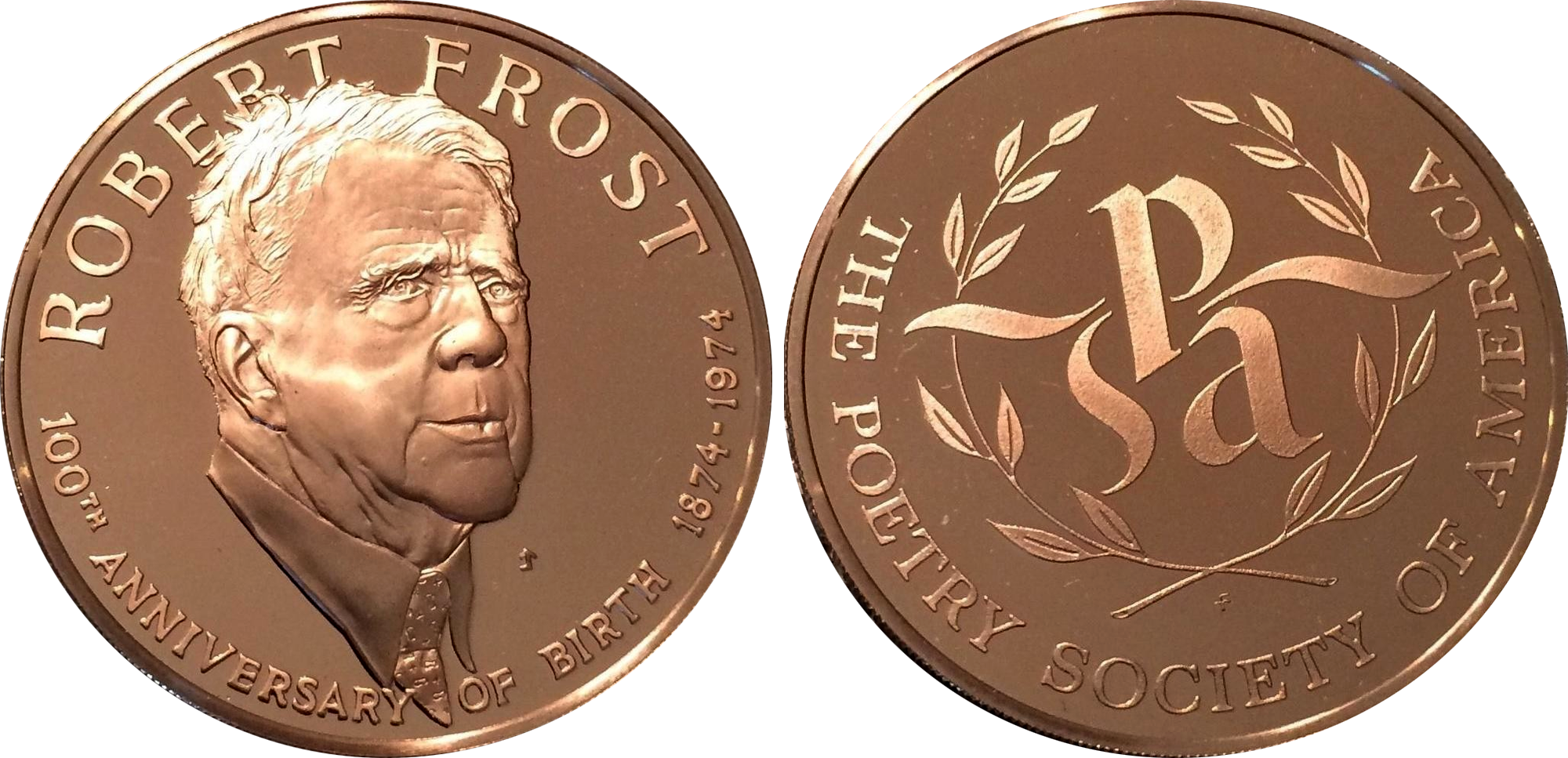
Medalla Robert Frost, premio a la trayectoria en la poesía americana.

La Medalla Robert Frost (en inglés: Robert Frost Medal) es un premio de la Sociedad de Poesía de América a quienes se han distinguido por su trayectoria en la poesía americana. Los premiados reciben 2500 dólares. La medalla se otorgó por vez primera en 1930 a Jessie Rittenhouse, y a la memoria de Bliss Carman y George Edward Woodberry, fallecidos el año anterior. En los siguientes 53 años, la medalla solo fue entregada en once ocasiones porque se galardonó a poetas al final de sus carreras literarias. En 1984 se convirtió en un premio anual a un poeta vivo. Robert Frost fue el cuarto receptor de la medalla, en 1941, después de jubilarse en el Amherst College

## Galardonados
Fuente: Página del Frost Award de la Poetry Society of America.
| - 1930: Jessie Rittenhouse - 1930: Bliss Carman (in memoriam) - 1930: George Edward Woodberry (in memoriam) - 1941: Robert Frost - 1942: Edgar Lee Masters - 1943: Edna St. Vincent Millay - 1947: Gustav Davidson - 1951: Wallace Stevens - 1952: Carl Sandburg - 1955: Leona Speyer - 1967: Marianne Moore - 1971: Melville Cane - 1974: John Hall Wheelock - 1976: A.M. Sullivan - 1984: Jack Stadler - 1985: Robert Penn Warren - 1986: Allen Ginsberg / Richard Eberhart - 1987: Robert Creeley / Sterling Allen Brown - 1988: Carolyn Kizer | - 1989: Gwendolyn Brooks - 1990: Denise Levertov / James Laughlin - 1991: Donald Hall - 1992: Adrienne Rich / David Ignatow - 1993: William Stafford - 1994: A.R. Ammons - 1995: John Ashbery - 1996: Richard Wilbur - 1997: Josephine Jacobsen - 1998: Stanley Kunitz - 1999: Barbara Guest - 2000: Anthony Hecht - 2001: Sonia Sanchez - 2002: Galway Kinnell - 2003: Lawrence Ferlinghetti - 2004: Richard Howard - 2005: Marie Ponsot - 2006: Maxine Kumin - 2007: John Hollander | - 2008: Michael S. Harper - 2009: X.J. Kennedy - 2010: Lucille Clifton - 2011: Charles Simic - 2012: Marilyn Nelson - 2013: Robert Bly - 2014: Gerald Stern - 2015: Kamau Brathwaite - 2016: Grace Schulman - 2017: Susan Howe - 2018: Ron Padgett - 2019: Eleanor Wilner - 2020: Toi Derricotte - 2021: N. Scott Momaday - 2022: Sharon Olds - 2023: Juan Felipe Herrera - 2024: Joy Harjo |